# アチ語
アチ語（アチご、Achi）は、グアテマラ中央部の主にバハ・ベラパス県に住むアチ族の言語で、マヤ語族のキチェ語群に属する。
リチャーズによるとバハ・ベラパス県の6つのムニシピオとアルタ・ベラパス県の2つのムニシピオで話され、2001年の話者人口は約5万人である。北にポコムチ語、南にカクチケル語、西にキチェ語の地域が接する。UNESCOの危機に瀕する言語の分類では「脆弱」に分類されている。

## 分類
エスノローグの第15版（2005年）ではラビナルのアチ語とクブルコのアチ語を2つの独立した言語としていたが、2009年にこの区別は廃止された。
グアテマラ・マヤ言語アカデミーやエスノローグはアチ語を独立した言語としているが、言語学者の間ではアチ語をキチェ語の方言とする説も有力である。ライル・キャンベルによれば、キチェ族とアチ族はグアテマラでは民族的に区別されているが、言語としては方言として扱うとしている。
カウフマンの1974年の分類によると、キチェ語は東部・北部・中央・西部の方言区に分かれ、それぞれがまた複数の方言に分かれる。しかし話者自身はそのような分類ではなく、出身ムニシピオによって言語を区別している。ロメロによると高地マヤにおいては言語の相互理解可能性による分類と民族の分類が一致しない。アチ語はカウフマンの東部方言の一部にあたる。
グアテマラ・マヤ言語アカデミーはラビナル方言をアチ語の標準とし、国立識字教育委員会(Comité Nacional de Alfabetización, CONALFA)はラビナル方言にもとづいて教科書を作ったが、クブルコのアチ語はラビナル方言と大きく異なる問題があるという。
音声の上ではキチェ語と同様に軟口蓋音 k kʼ と口蓋垂音 q qʼ の区別があるが、キチェ語の特色である一部の言語環境における軟口蓋音の口蓋化（例：keej [kʲeːχ] 「シカ」）はアチ語では初歩的な段階にあり、その一方で口蓋垂音の咽頭化の現象が目立つ。